# Lake Sagaris
Lake Sagaris (Montreal, 1956) es una escritora canadiense-chilena que llegó a vivir en Chile en 1980, y se quedó para siempre. Durante los 1980s trabajó de corresponsal extranjera independiente para diversos medios de habla inglesa: Globe & Mail, CBC, Times of London, NPR, Pacifica Radio, Newsweek, Economist Intelligence Unit, entre otros. Desde 2000-2010, trabajó como editora bilingüe y traductora, para empresas y agencias internacionales, entre ellas CEPAL y la OIT.
Al mismo tiempo, y con el fin de la dictadura chilena (1973-1990), comienza a participar en actividades ciudadanas en el barrio Bellavista, barrio emblemático de Chile por su historia de diversidad, migración, patrimonio y rebeldía. Espacio de poesía y ciencia, un mundo popular de cooperativas de trabajo, teatros y buena gastronomía, el barrio comienza a sufrir un deterioro urbano mayor en los 1990s. A fines de esa década, el proyecto de autopista, la Costanera Norte, amenaza con hundir (literalmente) el barrio, destrozándolo para siempre. No obstante, se logra formar una coalición de 25 organizaciones de Independencia, la Vega, la Vega Chica, el Tirso de Molina, la Pérgola Santa María, Bellavista (Providencia y Recoleta) y Pedro de Valdivia Norte que levanta una voz ciudadana, exigiendo una participación vinculante en la toma de decisiones sobre territorios tan amados y tan importantes, para residentes y visitantes. 
El libro, Otra Clase de Amor: Ciudad Viva y el nacimiento de un urbanismo ciudadano en Chile (2019, https://estudiosurbanos.uc.cl/wp-content/uploads/2020/01/9789560107060-Sagaris-2019-Otra-clase-de-amor.pdf, cuenta la historia y documenta buena parte de este proceso como parte del trabajo doctoral que llevó, en 2013, a Sagaris a doctorarse, en Planificación y Geografía, de la Universidad de Toronto, una de las 25 mejores universidades del mundo.
Entre 2000-2010, Sagaris y otras organizaciones de la Vega, fundaron Ciudad Viva, una organización que hizo realidad la práctica del "urbanismo ciudadano", o sea, una planificación urbana liderada por organizaciones ciudadanas. Uno de sus mayores logros que dar vuelta la paradigma de la bicicleta como un vehículo obsoleto, de hombres pobres (perpetuado en los 1990s por la publicidad de un banco), convirtiendo a la bicicleta, y la "Cicloinclusión", como una estrategia efectiva de inclusión social, seguridad, salud y bienestar. Ganadora de varios premios a la Innovación en Ciudadanía y de la Subdere, Ciudad Viva logró varios proyectos importantes. Entre ellos, una Mesa con el Gobierno Regional, Ministerio de Transporte, Macleta (Mujeres Arriba de la Cleta) y otras organizaciones, con apoyo de un equipo de los Países Bajos, Interface for Cycling Expertise. Esta Mesa, junto con otras iniciativas ciudadanas, especialmente los festivales de cultura y bicicleta, de Bicicultura, logró cambiar para siempre la importancia de las bicicletas en el medio santiaguino, y luego en todo el país.
A pesar de llevar una actividad académica, nacional e internacional, muy intensa, en 2019 Sagaris volvió a servir en la Junta de Vecinos 13 Mario Baeza, del barrio Bellavista (Providencia), siendo reelegida en 2022. Con una estrategia multifacética, junto con otros dirigentes logró reconstruir la Junta de Vecinos, que (después de haber sido rechazados varias veces) la Municipalidad de Providencia cumpliera con su obligación legal de darles una sede, organizando un sofisticado sistema de ciencia ciudadana para monitorar problemas de alcohol, violencia, pobreza y otras temáticas en el barrio. 
A principios de 2024, un informe de Contraloría confirma graves irregularidades en la Municipalidad de Providencia, asociadas a la destrucción física de la calle Pío Nono, centro cada vez más violento de tráfico de drogas y otros problemas de incivilidades y delitos en el barrio Bellavista. Más de 90 cartas oficios, peticiones por transparencia y una fiscalización ciudadana han dado con claros indicios del rol de la excesiva concentración de patentes de alcohol como responsable principal de la violencia que desde hace varios años azota este hermoso barrio patrimonial. Hoy, como siempre, sus residentes luchan juntos con los negocios y empresas más comprometidas por devolverle la cordialidad, el patrimonio, la naturaleza y la buena convivencia como el centro de su identidad. 
Como académica, Dr. Sagaris ha publicada extensamente en algunas de las revistas más prestigiadas de su disciplina, planificación, movilidad y salud, siendo codirectora de la sociedad científica internacional, Transport & Health Science Group, asociada al Journal of Transport & Health, del cual es miembro de su Editorial Board (https://www.sciencedirect.com/journal/journal-of-transport-and-health/about/editorial-board). Su espacio de investigación participativa para la acción (IPA) es el Laboratorio de Cambio Social, una colaboración entre investigadores de diversas universidades, especialmente la Universidad Católica, y organizaciones ciudadanas, líderes en temas de movilidad, migración, integración social y equidad.
Fue coeditora de un número especial sobre movilidad, salud y género (https://www.sciencedirect.com/science/article/pii/S221414052030058X) y en años recientes se ha especializado en temas de violencia vial, delictual y de género, y estrategias de urbanismo para prevenir estos problemas. Con un equipo de Foco Migrante, entre 2015-2023, se cocreó —con escuelas y barrios de El Bosque, Lautaro, Independencia— Rutas Bakanes a la Escuela, una innovación latinoamericana en los programas Safe Routes to School (Rutas Seguras a la Escuela) desarrolladas inicialmente en Dinamarca y luego el Reino Unido, Canadá y otros países. 
Por sus responsabilidades como dirigente ciudadana (2000-2013) y durante los años como profesora asociada adjunta de la Pontificia Universidad Católica de Chile (2013-2024), viajó extensamente, pero siempre volvió a Chile, comprometida con buscar formas de co-construir ciudades más inclusivas, sanas y seguras en ese, su país de elección. Mantiene, además, estrechos lazos con familia y amistades en Canadá, además de colaboraciones con colegas en ese país, especialmente las ciudades de Toronto y Montreal, que ofrecen algunos aprendizajes importantes para el urbanismo y el desarrollo comunitario en Chile. 
Para una lista más completa de sus publicaciones y trabajos académicos se puede consultar bajo su nombre en Google scholar u otro sistema de indización académica o su espacio web en el Centro de Desarrollo Urbano Sustentable (CEDEUS), donde sigue como investigadora asociada (https://www.cedeus.cl/about-us/researchers/i-lake-sagaris/). 

## Premios & Reconocimientos
Entre premios y reconocimientos, ha sido destacada (2024) como Socia Honoraria del Faculty of Public Health (https://www.fph.org.uk), Mujer Notable del Transporte (Remarkable Woman of Transport) por la Agencia Alemana GIZ y su iniciativa de Transformative Urban Mobility Initiative (https://transformative-mobility.org/news/be-inspired-by-women-experts-in-transport). 
En 2022, es reconocida por sus aportes, con el premio del Día Mundial Pro Bicicleta de la ONU. Dirigió el panel de expertes sobre movilidad activa del International Transport Forum (OCDE), noviembre 2022, https://www.itf-oecd.org/increasing-walking-cycling-cities-roundtable, generando un informe con recomendaciones para tomadores de decisión en distintos países del mundo, 2024, https://www.itf-oecd.org/improving-quality-walking-cycling-cities.
Es Investigadora Asociada del Centro de Desarrollo Urbano Sustentable, CEDEUS, y el Centro de Excelencia en BRT+, de la Pontificia Universidad Católica de Chile. Dirige el Laboratorio de Cambio Social (www.cambiarnos.cl), una colaboración entre estos centros y organizaciones ciudadanas líderes en temas de movilidad y equidad: Ciudad Viva, Foco Migrante, la Junta de Vecinos 13 Mario Baeza (Bellavista) y Muévete. Su investigación transdisciplinar emplea métodos cualitativos y cuantitativos en el marco de la investigación participativa para la acción. Explora las interacciones entre las calles de la automovilidad y las exigencias de sustentabilidad, justicia social, y resiliencia, con relación a la práctica de ciudadanía activa y movimientos sociales; género, crimen y violencia; y comunicación-para-la-acción.  
Colabora con organizaciones de la sociedad civil, gobiernos y colegas en América Latina, Inglaterra, Europa, Canadá y EEUU. Revisa y publica artículos en revistas académicas y ha editado varios manuales sobre transporte sustentable, incluyendo el GTZ Handbook on Cycle-Inclusive Planning (2009) y el Plan Maestro Bicentenario de Ciclorutas, de Santiago. Ha recibido diversos premios por su trabajo como dirigenta social (1990-2010), profesora e investigadora, y escritora profesional. Es fellow de la red global de Ashoka (emprendedores sociales) y de Synergos (senior civil society leaders).
Su libro After the First Death: A Journey Through Chile, Time, Mind quedó en la lista corta en el área de la no-ficción (1996) del Governor General's Award of Canada (premio del gobernador-general de Canadá) por su mérito literario. Como periodista también fue reconocida con el primer premio en la Periodical Writers Association of Canada Magazine and Newspaper Travel Writing Contest 1997 para su artículo “Norte Grande.”

## Libros
- - Sagaris (2019). Otra clase de amor: Ciudad Viva y el nacimiento de un urbanismo ciudadano en Chile. Santiago: Publicaciones Instituto de Estudios Urbanos y Territoriales/Ingeniería de Transporte.
  - Sagaris et al. (2006). Guía de patrimonio y cultura de la Chimba (coeditor), Ciudad Viva, Santiago.
  - Sagaris, L., Quijada R., Lanfranco, P. (2003) Muévete por tu ciudad: una propuesta ciudadana de transporte para la equidad (coeditor). Lom/Ciudad Viva, Santiago.
  - Sagaris, Lake. Bone and dream : into the world's driest desert. 1st ed. -- Toronto : A.A. Knopf Canada, c2000. ISBN 0-676-97223-3 (Desierto de Atacama en Chile)
  - Sagaris, Lake. After the first death : a journey through Chile, time, mind. Toronto : Somerville House Publishing, c1996. xxviii, 401 p., [8] p. of plates : ill., maps, ports. ; 24 cm. ISBN 1-895897-63-7
  - Sagaris, Lake. Medusa's children : a journey from Newfoundland to Chiloé. Regina : Coteau Books, c1993. 142 p. : map ; 23 cm. ISBN 1-55050-046-5
  - Sagaris, Lake. Exile home = Exilio en la patria. [Dunvegan, Ont.] : Cormorant Books, Casa Canadá, c1986. 104 p. ; 23 cm. Poems in English and Spanish. ISBN 0-920953-04-2